# Conacul lui Ioan C. Bogdan
Conacul Ioan C. Bogdan este un monument de arhitectură de importanță națională din satul Cuhureștii de Sus, raionul Florești (Republica Moldova), construit în a doua jumătate a secolului al XIX-lea. 
Complexul include un grup de edificii dispersate pe o bună parte a teritoriului satului: conacul, situat în centru satului, moara cu aburi (1905), Colegiul agricol, școala (1903), spitalul, Biserica „Sf. Treime” (1913, arhitect Alexei Șciusev). Conacul reprezintă o variantă pitorească a eclecticismului, specifică arhitecturii de la frontiera secolelor XIX și XX. Planificarea arhitecturală este asimetrică. Accentul principal în construcție îl pun fațadele de sud și de nord, care, prin intermediul galeriilor și teraselor, au ieșire spre parcul dendrologic.

## Galerie de imagini

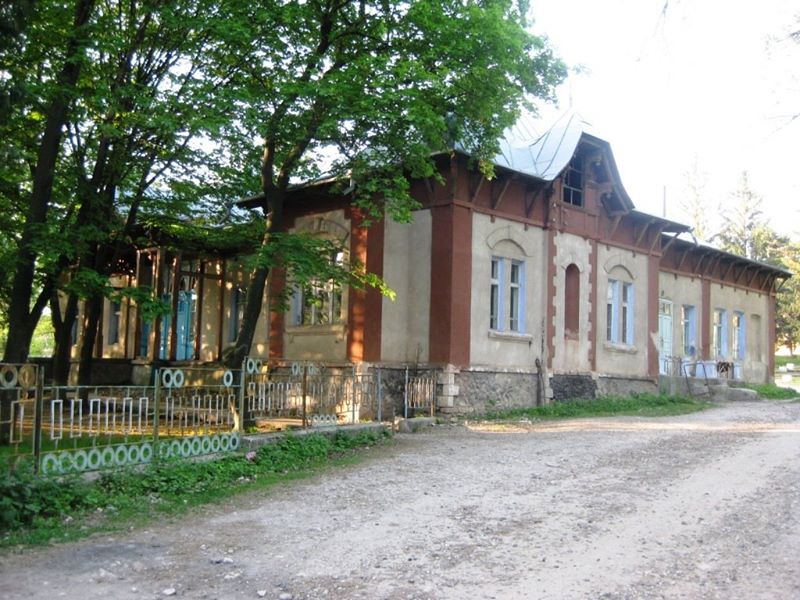
Conacul lui Ioan C. Bogdan Cuhuresti
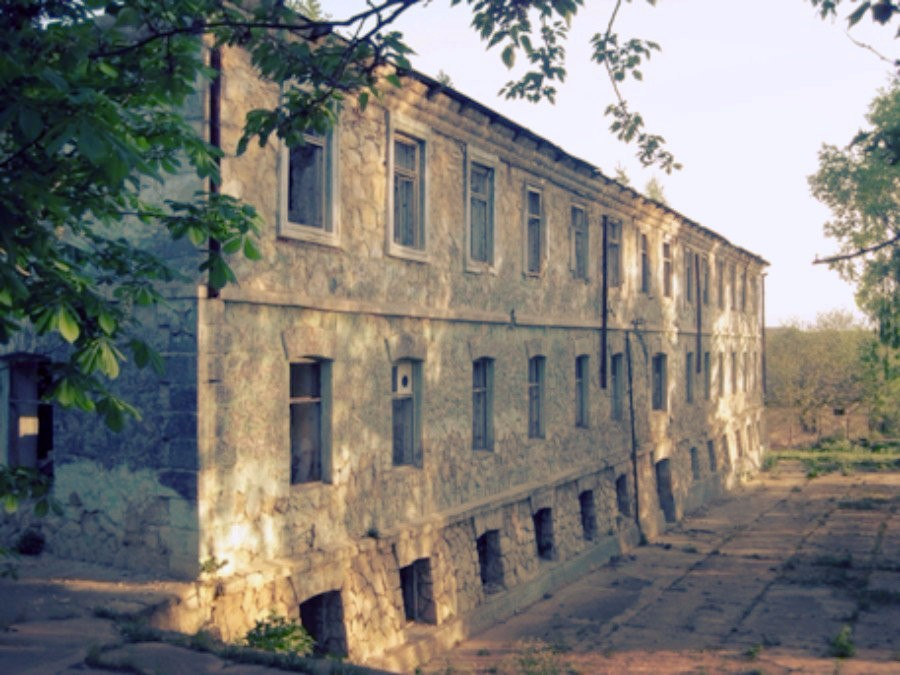
Conacul lui Ioan Bogdan Cuhuresti Anexa

## Vezi și
- Biserica Sfânta Treime din Cuhureștii de Sus
- Parcul din satul Cuhureștii de Sus